# سلالات الكلاب ذات معدلات الحساسية المنخفضة
'

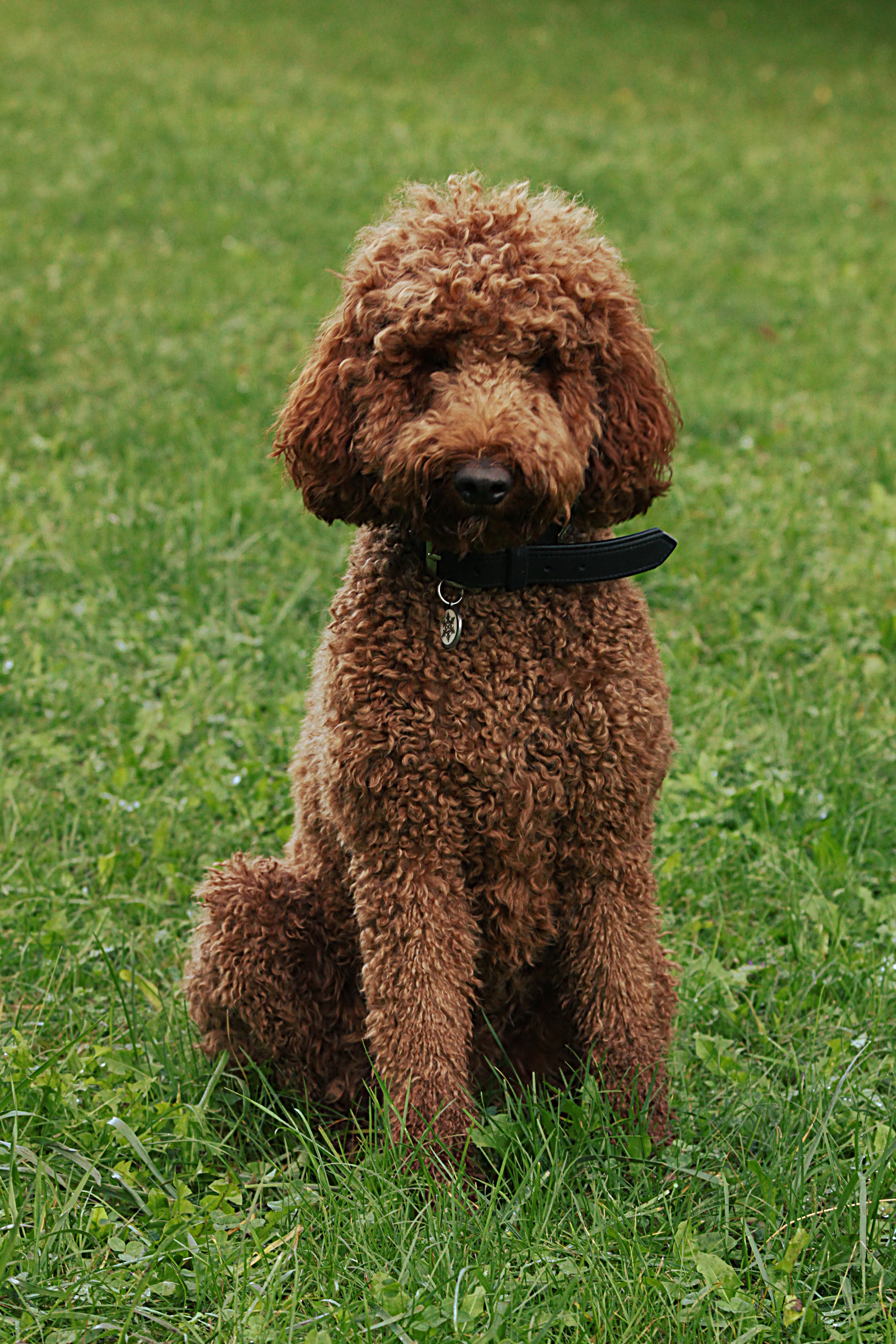
كلاب البودلز والتي تسوق على أنها صديقة لمرضى الحساسية'.

يستخدم مصطلح سلالات الكلاب ذات معدلات الحساسية المنخفضة غالباً للإشارة إلى السلالات المتوافقة أكثر من غيرها مع مرضى الحساسية. ومع ذلك فقد ادعى باحثون بارزون في مجال مسببات الحساسية أنه لا توجد أساسيات لهذه المزاعم بأن هناك سلالات معينة من الكلاب لا تسبب الحساسية، وبينما تختلف معدلات الحساسية بين الكلاب المختلفة فإن السلالات ليست عاملاً هاماً أو مؤثراً أساسياً في مدى الحساسية تجاه الكلب.

## الخرافة
على الرغم من أن بعض الدراسات تشير إلى احتمالية وجود سلالات ذات حساسية أقل فإن هناك الكثير من التباين لاستنتاج وجود مثل هذه السلالة، ويعتقد الباحثون ان المزاعم حول وجود سلالات للكلاب ذات معدلات حساسية أقل يتم تدعيمها بواسطة مقالات على الإنترنت لا أساس لها من الصحة.
أوضحت كريستين كول جونسون وهي من كبار العلماء مستشفى هنري فورد والنظام الصحي الخاص بها في مقابلة أجريت مؤخراً أنهم متشككين في مصدر مصطلح الكلاب ذات معدلات الحساسية المنخفضة وأنهم يظنون أن المزاعم بوجود مثل هذه السلالة ليست سوى أسطورة، وتم نشر تفاصيل هذا اللقاء في مقالة صدرت في يوليو 2011 للمجلة الأمريكية للحساسية وأمراض الأنف.
تعد أهم المواد المسببة للحساسية من الكلاب هي البروتينات الموجودة في اللعاب ]]. ولذلك فإن بعض الدراسات قد أشارت إلى اختلاف نوع البروتين بتغير سلالة الكلاب قد يؤدي إلى اختلاف نسبة الحساسية من سلالة لأخرى  ولكن النتائج العلمية الحديثة وجدت أنه ليس هناك فروق كبيرة بين السلالات في إنتاج البروتينات التي تسبب الحساسية. One 

## النتائج العلمية
يرجح أن يكون هناك انخفاض في معدلات الحساسية من السلالات التي تسلخ شعرها أقل من السلالات الأخرى لأن اللعاب والفراء المتساقط يرتبط بالشعر ولا يخرج إلى البيئة المحيطة، وعلى الرغم من ذلك فان مستويات تصنيع البروتين تلعب دوراً أساسياً حيت أن كمية الانسلاخ وحدها لا تحدد مدى الحساسية تجاه سلالة معينة من الكلاب.
ويقول د. واندا فيباتاناكول رئيس لجنة الحساسية الداخلية للأكاديمية الأمريكية للحساسية والربو والمناعة «حتى لو كنت تحصل على كلب خالٍ من الشعر فإنه سيظل ينتج المواد المسببة للحساسية» وقد تم نشر هذا الاقتباس في مجلة أخبار الولايات المتحدة. الخلاصة أنه لا يمكن ان تكون سلالة كاملة من الكلاب لا تسبب الحساسية لطائفة كاملة من البشر بل إن هذا يعتمد على الفرد والحيوان.
إذا كان الشخص يعاني من حساسية تجاه الكلاب، فإنه قد تكون لديه القدرة على التعامل بشكل أفضل مع كلب معين، ومن المحتمل أن يكون هذا الكلب من السلالات ذات معدلات الحساسية المنخفضة، حيث أوضح الدكتور توماس أ.بلاتز-ميلز رئيس مركز أمراض الربو والحساسية بجامعة فيرجينيا أن هناك بعض الحالات التي يكون فيها شخص معين أكثر تحملاً لكلب معين وذلك لأسباب غير معروفة ولا علاقة للسلالة بهذا. وأضاف الدكتور توماس أيضاً «نعتقد أن هناك اختلافات حقاً بين الكلاب في إنتاج البروتين وهذا قد يساعد شخص ما ولا يساعد شخص آخر».
تقوم جميع الكلاب بعملية الإنسلاخ، وتنتج جميعها البروتينات المختلفة في اللعاب ولكن بمستويات متفاوتة. وكما لاحظ العلماء فإن كمية البروتين تختلف من سلالة لأخرى، كما يمكن تخفيض هذه الكمية أو منعها تماماً في الكلب بواسطة العلاجات مثل الإستحمام.
ولكن بالنسبة لمعظم السلالات فإن الكلب الذي لا يتحمم بانتظام يسبب الحساسية حتى ولو كانت نسبة انسلاخه منخفضة.

## تأثير الحجم
يعد الحجم عاملاً مهماً في تحديد مدى الحساسية التي يمكن أن يسببها الكلب، حيث أن مساحة سطح الجسم مؤشراً هاماً على إنتاج مسببات الحساسية أكثر من السلالة.
تترك الكلاب الصغيرة أيضاً ملوثات بيئية أقل حيث تحتوي على مسببات الحساسية للكلاب (البول والبراز واللعاب)، ولذلك قد تكون الكلاب الصغيرة غير المشعرة أكثر ملائمةً لمرضى الحساسية لأنه من السهل جداً تحميمها وتخرج مسببات حساسية قليلة.
ربما تترك الكلاب خلفها البول والبراز واللعاب كمواد مسببة للحساسية، كما تعد الكلاب التي تقضي أوقاتاً طويلة خارج المنزل مثيرة للحساسية أكثر من غيرها لأنها تجلب مسببات الحساسية مثل العفن وحبوب اللقاح، وذلك لأنه من المتعارف عليه أن الأشخاص الذين يعانون من الحساسية ضد الكلاب يعانون أيضاً من الحساسية ضد الكثير من المثيرات البيئية.